# Georges Valensi
Georges Valensi (1889 — 1980) foi um engenheiro de telecomunicações francês.
Inventou e patenteou em 1938 um método de transmissão de imagens coloridas que podiam ser captadas tanto por televisores coloridos como por aparelhos em preto e branco.
Os outros métodos então vigentes de televisão em cores, desenvolvidos desde a década de 1920, eram incompatíveis com televisores monocromáticos.
Todos os padrões de televisão a cores atuais – NTSC, SECAM, PAL e os padrões digitais – implementam sua ideia de transmitir um sinal composto de luminância e crominância em separado.